# Щ-117
«Щ-117» — советская дизель-электрическая торпедная подводная лодка времён Второй мировой войны, принадлежит к серии V-бис проекта Щ — «Щука». В 1949 году переименована в С-117. В 1952 году пропала без вести в море во время учений, по состоянию на 2025 год не найдена.

## История строительства
Лодка была заложена 9 октября 1932 года на заводе № 189 «Балтийский завод» в Ленинграде. В 1933 году была доставлена в разобранном виде на завод № 202 «Дальзавод» во Владивостоке для сборки и достройки. Спущена на воду 15 апреля 1934 года; 18 декабря 1934 года вступила в строй.

## История службы
В январе-феврале 1936 года под командованием Н. П. Египко экипаж «Щ-117» совершил дальний поход на полную автономность продолжительностью 40 суток с целью определения предельных сроков автономности корабля и физических возможностей экипажа, в условиях почти непрерывной штормовой погоды экипаж перекрыл нормативы пребывания в море в два раза. Было пройдено 3 022 мили, из которых 315 под водой. За раскрытие возможностей и резервов лодок серии «Щ» все члены экипажа были награждены орденами СССР — первый случай в СССР и России, когда экипаж подлодки стал полностью орденоносным.
- В годы Второй мировой войны совершила один боевой поход, успехов не достигла.
- 10 июня 1949 года переименована в «С-117».

### Гибель
14 декабря 1952 года С-117 вышла под командованием В. М. Красникова в свой последний поход в рамках учений ТУ-6 по отработке атаки целей группой подводных лодок. В учениях должны были принять участие шесть подводных лодок бригады, а С-117 должна была наводить их на корабли условного противника. Последняя связь с лодкой состоялась в 3 часа 15 минут 15 декабря. Больше на связь лодка не выходила. На борту лодки находилось 52 члена экипажа, в том числе 12 офицеров.

### Версии гибели
Государственной комиссией рассматривались несколько рабочих версий:
1. Отказ дизелей в условиях шторма. Версия имела место, поскольку уже через 7 часов после выхода с базы у лодки отказал один из дизелей. В сеанс последней связи С-117 сообщила на базу, что дизель отремонтирован.
2. Подрыв на плавучей мине. Ночью 14 декабря по флоту было передано сообщение, что в районе плавания С-117 была обнаружена плавучая мина.
3. Столкновение с надводным судном.
4. В условиях «холодной войны» не исключалась также атака американской подводной лодкой.

Поиски С-117, проводившиеся вплоть до 1953 года, ничего не дали. Причина и место гибели лодки до сих пор неизвестны.